# Bodoky Richárd

Bodoky Richárd, született Biberauer Richárd (Budapest, 1908. augusztus 6. – Budapest, 1996. január 9.) református lelkész, diakonisszaintézeti igazgató, író, újságíró.

## Fiatalkora
1908. augusztus 6-án Budapesten, a Bethesda kórházban kései első gyermekként született. Leánytestvére, Alice 1912-ben, öccse, György 1914-ben született. Édesapja id. Biberauer Richárd hitoktató lelkész (1872–1939), aki 1903-ban alapította, majd haláláig igazgatta az első magyar nyelvű diakonisszaintézetet. Édesanyja a Svájcból származó Vischer Márta (1874–1933),[1, 2] aki Magyarországra jövetele előtt a berni (Svájc) diakonisszaintézet munkatársa volt. 
Iskoláit magántanulóként kezdte, majd a neves fasori evangélikus gimnáziumban és a felső négy osztályt Lónyai utcai Református gimnáziumban végezte,[3] ahol 1926-ban érettségizett. Ezt követően a Budapesti Református Teológián, majd 1928/29-ben a Strasbourgi Teológián tanult. 1929-ben kisegítő káplán volt Budafokon, segédlelkészként részt vett a Szabadság téri egyházközség szervezésében, miközben többször prédikált a részben nagyapja, Biberauer Theodor alapította Hold utcai gyülekezetben. 1932-ben szentelték református lelkésszé.
Kora ifjúságától kezdve a balatoni nyarakon kiváló vitorlázóvá vált, öccsével és a Schimert fiúkkal versenyeztek, számtalan versenyt és díjat nyert. 1931-ben elsőként ő nyerte az Ifjúsági 420-as vándordíjat, amit 1935-ig 22-es versenyjolle kategóriában rendeztek.
1940-ben testvéröccsével együtt magyarosított Bodokyra.

## Családja
1932. szeptember 29-én feleségül vette Zombory Ágnes (1940–2001) matematika–fizika szakos egyetemi hallgatót, akit a Magyar Keresztyén Evangéliumi Diákszövetségben ismert meg. Négy lányuk, Márta (1933-1982, orvos), Ágnes (1935-, vegyész), Andrea (1944-, matematikus) és Orsolya (1954-, énekes) és egy fia Tamás (1941-, geofizikus) született. 1947-től családjában nevelte a teljesen árva Varga Ágnest (1933, egészségügyi szakasszisztens).[4]

## Életpályája
1932-ben a Filadelfia Diakonissza Egylet választmánya meghívta édesapja mellé egyik másodlelkésznek. Ekkor a diakonisszaképzés és szervezés munkájában, továbbá mint egyházi újságíró és fordító tevékenykedett. 1937-ben Pógyor Istvánnal, a KIE nemzeti titkárával mint a KIE Nemzeti Bizottságának tagja részt vettek a KIE Világszövetség Indiában tartott világkonferenciáján, majd a konferencia után félévet Indiában töltöttek, felkeresve számos keresztyén missziói állomást. Élményeiről jelentette meg 1937-ben Ez is India című könyvét (Sylvester-kiadás).
Idős Biberauer Richárd 1939. január 12-én elhunyt. Ekkor az 1938-ban Filadelfia Diakonissza Alapítvánnyá átalakult kiterjedt intézményegyüttest az Alapítvány választmánya két fiatal, egymással jó barátságban együtt munkálkodó lelkészre bízta. Biberauer Richárd lett az Alapítvány és a Bethesda kórház igazgatója, Péter János munkakörei elsősorban a testvérképző tanfolyamhoz és a sajtóhoz (Sylvester Nyomda és Kiadó Vállalat) kapcsolódtak.[5]
Biberauer Richárd 1940-ben magyarosított Bodokyra.[6] Bodoky Richárd 1942-ben védte meg doktori disszertációját a Debreceni Egyetemen az „Anyaházi Diakónia az Egyházban” címmel, ami könyv formájában még abban az évben megjelent a Sylvester Kiadónál. A közelgő háború és következményei során az Anyaház és kórház diakonisszaseregével az üldözöttek oldalán állva,[7] együttes erővel harcolt a nehézségekkel, a bombázások következményeivel, az ostrom utáni újjáépítés gondjaival. Péter János az 1945. február 6-án köztársasági elnöknek megválasztott Tildy Zoltán kabinetfőnöke lett.
Dr. Bodoky Richárd még 1948-ban mint a magyar delegáció tagja részt vehetett az Ökumenikus Tanács Amszterdamban rendezett alapító ülésén. 
1949-ben Bereczky Albert új vezetőt helyezett fölé Kara Pál lelkész személyében, aki azonban nem sokáig maradt az intézményben. 1949-ben azt a feladatot kapta a Református Egyetemes Konventtől, hogy dolgozza ki egy új típusú szeretetszolgálat koncepcióját. Ezt a feladatot sikeresen megvalósította. 1950-ben államosították a Sylvester nyomdát és 1951-ben a Lorántffy Diakonissza Anyaház szanatóriumát. 1951-ben felszámolták az alapítványokat, 1951. május 12-én a Filadelfia Diakonissza intézeti alapítványt is. Ekkor a két diakonisszaintézetet össze kellett vonni, mert már csak a Bethesda kórház biztosított némi megélhetési hátteret. Ennek a tervezett új anyaháznak a vezetőjéül Bodoky Richárdot jelölték ki, de még 1951. július 8-án Bodoky Richárd megkapta az újabb utasítást, hogy november végére fel kell számolja ezt a diakonisszaintézetet is és ehhez gondoskodnia kell a diakonisszák lelki és életviteli felkészítéséről. Ezt követően a Konvent még alkalmazta diakóniai referensként. 1954-ben összefoglaló jelentést készített elő a Református Egyház 1953. január 1. óta végzett munkáiról, és ebben bemutatta az azóta végbement leépülési folyamatot és a kialakult nehéz helyzetet. Ekkor munka köréből azonnal eltávolították. 1953. november 1-jén az egyház az addig még az egyház kötelékében maradt Bethesdát is átadta az államnak. Az 1956-os események kapcsán a Református Egyházban is az enyhülés jelei mutatkoztak. 1956 augusztusában az Egyházak Világtanácsa Galyatetőn ülést tartott, amire váratlanul dr. Ravasz László püspököt és dr. Bodoky Richárdot is meghívták. 
Az 1956-os események során a Konventen Bodoky Richárdra a Szeretetszolgálat és a sajtó ügyeit bízták. Ezen idő alatt a Református Világszövetségtől és az Egyházak Világtanácsától kapott papíron sikerült 100 000 bibliát és ugyanennyi énekeskönyvet kinyomtatnia. 1956 december 21-én az Egyetemes Konvent elnöksége írásban mondott neki köszönetet. 
1957 márciusában több lelkész társával együtt rövid időre letartóztatták, de külföldi közbelépésre elbocsátották őket. Miután visszatértek a régi vezetők az egyházba, 1959 februárjában az 50 éves dr. Bodoky Richárdot állományon kívüli segédlelkésszé minősítették, de az egyházi kötelékből sokszori kérésére sem engedték kilépni.
A továbbiakban írásaiból és fordítói munkáiból próbált jövedelemhez jutni, tanár felesége munkájával is támogatta (Lásd Írói munkásságát.)
Az enyhülés éveiben ismét utazhatott külföldre és felvehette a kapcsolatot az egykori diakonisszatestvérekkel. Testvérei családjai, a Szentágothai család és Bodoky György és felesége mindenben támogatták.
Írásaiban és életvitelében is a diakónia és családja elkötelezett híve maradt.

## Írásai és fordításai

### Könyvei
- ifj. Biberauer Richárd: Ez is India (útleírás), Bp., Sylvester Rt., 1937;
- Bodoky Richárd: Anyaházi diakónia az egyházban (tanulmánykötet), Bp., Sylvester Rt., 1942. (Ebben mint résztanulmányok többek között: A diakónia, Nők Diakóniája, Az anyaház élete, Az Anyaházi Diakónia helye az Egyházban, A magyar református anyaházi diakónia történetének áttekintése: Az előzmények – a régi Bethesda, A Filadelfia, A Lorántffy Zsuzsánna Egyesület Diakonisszaintézete Budapesten, A Tiszántúli Egyházkerület Diakonisszaintézete Debrecenben, Az Erdélyi Egyházkerület Diakonisszaintézete Kolozsvárt)
- Bodoky Richárd: Livingstone (regény), Bp., Móra kiadó, 1966.

### Családtörténeti könyvsorozata
1. Bodoky Richárd: JÖVEVÉNYEK ÉS VÁNDOROK Családtörténeti töredékek I. (1860-ig), Budapest, 1996, Könyvfólia Bt., ISBN 963650 753 8
2. Bodoky Richárd: JÖVEVÉNYEK ÉS VÁNDOROK Családtörténeti töredékek II. (1860-1970-ig), Budapest, 1997, Könyvfólia Bt., ISBN 963 550 136 6
3. Bodoky Richárd JÖVEVÉNYEK ÉS VÁNDOROK Családtörténeti töredékek a kezdetektől 1870-ig, I. és II. egy kötetben 2. kiadás, Luther Kiadó, 2016, 978-963-380-088-1
4. Bodoky Richárd: JÖVEVÉNYEK ÉS VÁNDOROK Családtörténeti töredékek III. (1919-1922) Égi sziget, Budapest, 1999, Könyvfólia Bt., ISBN 963 640 106 3
5. Bodoky Richárd: JÖVEVÉNYEK ÉS VÁNDOROK Családtörténeti töredékek IV. (1922-1926) Kerengő, Budapest,1999, Könyvfólia Bt., ISBN 963 640 293 0
6. Bodoky Richárd: JÖVEVÉNYEK ÉS VÁNDOROK Családtörténeti töredékek V. (1926-1928) Aranyhíd, Budapest, 2001, Könyvfólia Bt., ISBN 963-650-753-8
7. Bodoky Richárd: JÖVEVÉNYEK ÉS VÁNDOROK Családtörténeti töredékek VI. (1928-1932) Szent Mihály Napja, Budapest, 2007, ISBN 978-963-650-753-4
8. Bodoky Richárd: JÖVEVÉNYEK ÉS VÁNDOROK Családtörténeti töredékek (1870-1918) Gyanútlanok (I. rész Egy világkorszak vége, II. rész Ház a Balatonnál), 2018, Budapest, Luther Kiadó

Bodoky Richárd: Kerengő (A Lónyai tanárai) 1926, In A Lónyai legendája, szerk. Bór István és Ritoók Zsigmond, 2006, 23-26.

### Tanulmányok, prédikációk
- ifj. Biberauer Richárd, A lambarénei doktor, Külmissziói Füzetek 1932/8 Magyar református Külmissziói Szövetség kiadása, Budapest, 1932
- Diakonissza szabályzat 1949. június 16. Összeállította Bodoky Richárd (A Zsinati tanács 17/1949. zs. sz. határozata) BBGy, MRZSL
- Bodoky Richárd: Pilder Mária, Theológiai Szemle 1966, 1-2 (megemlékezés Pilder Máriáról)
- Dr. Bodoky Richárd: Dietrich Bonhoeffer emlékezete (továbbá két Bonhoeffer vers Bodoky Richárd fordításában: Ki vagyok? és Köröttem jó erők) Vigilia, 1975. január 30.
- Bodoky Richárd: A Kálvin téri gyülekezet német leányegyházának szerepe a 19. századi egyházi megújulásban, in Kálvin téri tanulmányok, Bp. 1983, a Kálvin téri Presbitérium kiadásában, 71-76. old.
- Bodoky Richárd: Haynau különös temetése, Világszövetség. 2. 1993. 8. 12. 355/359
- Bodoky Richárd: Eddig ismeretlen dokumentum Haynau különös temetéséről, Hasbeszélő a gondolában, szerk. Beke–Csanády–Szőke, Bölcsész index, 1987, 299-301.
- Bodoky Richárd: Örök reformáció, 1973. október 31. Confessió 2017/3-12
- Bodoky Richárd: Dr. Nagy Barnára emlékezve 1969 szeptember napjairól, Confessio, 2019/4
- Richárd Bodoky: Was passiert mit unserer Kirche? Wie kann sie bestehen? 1947, Budapest, in. dreissig-, sechzig-, hundertfӓltig, K.Kusmierz, Niklaus Peter, Theologischer Verlag Zürich, 2004, 2015-2020
- Bodoky Richárd: A lélek által élő egyház, 1947 pünkösd, megjelent a Theológiai Szemle 2005/1 sz. és ugyancsak a Református Egyház VII. évf./5. sz. 2005, 104.

Nagyszámú prédikáció maradt fent kéziratban BBGY-ben (BFL) és a családban, néhány megjelent nyomtatásban is, pl. ifj. Biberauer Richárd: A szolgálat dicsősége, Rádió-prédikációk, 1936. okt. 4.

### Összefoglaló jelentések
Biberauer, később Bodoky Richárd: A Filadelfia Diakonissza Egyesület 1931-1934, később Alapítvány a vonatkozó időszakban (1939-51) jelentései (részben Sylvester-kiadásban) magyarul, részben németül, diakóniai előadói jelentések, 1950 stb. MRZSL.

### Kéziratban vagy nyomtatásban előadások, közlemények
- Bodoky Richárd: Jézus Krisztus szolga és Úr (Kyrion és a diakonon) Miskolc, 1951. IV. 6.
- Dr. Bodoky Richárd: Személyes emlékek a Filadelfia Diakonissza Intézet diakonisszáinak az 1942-45 közötti időszak üldözötteinek mentésében játszott szerepéről. Előadás 1991. október 16-án a Deák téri templom dísztermében.
- Dr. Bodoky Richárd: Közlemény, 1994, Egyháztörténet és jogállamiság?

### Irodalmi és teológiai jellegű fordításai
Németből, illetve angolból, valamint németre, időnként angolra.
- Müller Vilmos: Sundar Singh a zarándok, Budapest, 1930, Filadelfia Diakonissza Egylet kiadása
- E. Stanley Johnes: Krisztus India országútján, 1931 (László Dezsővel)
- Teofil Spoeri: A bűn, 1933
- J. Russel: Csak bűnösöknek, 1934 (ifj. Czeglédi Sándorral)
- E. Brunner: A mi hitünk, 1935. Egy hibás fordítás (Bíró M.) újrafordítása a Sylvester nyomda számára.

A diktatúra évei alatt állami kiadóknál Papp Elemér néven jelenhettek meg angol és német fordításai, pl.
- Alan Paton Too Late the Phalarope c. regénye: Már késő, Magyar Helikon Kiadó, 1959
- Dietrich Bonhoeffer-versfordítások: Templomablak, 1980, Budapest, Ref. Zsinati Iroda Sajtóosztálya kiadás.

A Magyarországi Református Egyház magyar nyelvű kőnyomatos kiadványának, a német nyelven is kiadott Church Pressnek állandó fordítója volt.

### Szerkesztői és újságírói munkássága
1930-31 szerkesztője volt a PRO CHRISTO Diákvilág című havi lapjának.
1930-tól felelős kiadója és belső munkatársa, majd Muraközi Gyula mellett a legtöbb névtelen szerkesztőségi glossza írója a Református Figyelőnek, ill. Református Életnek (cikkeit részben Helvetius, részben –rd s más aláírásokkal jegyezte, 1936-tól felelős szerkesztője, majd társszerkesztője lett a Keresztyén Családnak, indiai tanulmányútja idején Péter János vette át a lap szerkesztését. 1940-ben részt vett a Református Jövő megalapításában, melynek kiadója és Péter János mellett társszerkesztőjeként dolgozott.
Igen sok írása jelent meg fenti újságokban Bodoky (Biberauer) Richárd néven.
Első írásai a Kálvinista Szemle 1928-as évfolyamában jelentek meg és a Diákvilágban a MEKDESZ lapjában, majd a Református Figyelőben 1929-től különböző megjelölésekkel: ifj Biberauer Richárd, Helvetius, -rd, Mikrofon, később Bodoky Richárd.

## Emlékezete
Dr. Bodoky Richárd halálakor (1996) megjelent tudósítások, későbbi megemlékezések:
- Getrost und freudig, Blätter aus dem Frankfurter Diakonissenhaus, Nr.389, Heft 1996/1
- Reformpress 3 Jg./Nr. 3 März 1996 5.
- Református Hírlevél II. évfolyam 2-3, 1996, 2.old.
- Reformátusok Lapja, ifj. Balog Zoltán, A szeretetszolgálatra elkötelezetten,1996. május 12, 5. old.
- Kovács Bálint: D.Dr. Bodoky Richárd, a református diakonissza szolgálat tudósa (1908-1996) Confessió, 1996/3 66-74.
- G2W, Glaube in der 2. Welt, 124. Jahrgang, 1996/2, 15. o. Richard Bodoky gestorben
- A Filadelfia Egyesület alapításának 9. évfordulója alkalmából rendezvény 1997 a Schweitzer Albert Ref. Szeretetotthonban. Ezen Bodoky Richárdné tartott előadást és emlékezett meg férje munkájáról.
- Csanády Andrásné. A felszámolás 50 éves jubileumán a Ref. Diakon. képviselőjeként mondott beszéd, Confessió 2002,1 sz. Anziszi Kálmán beszámolója. (Csanádyné diakóniai munkái)
- Csanády Andrásné Bodoky Ágnes: D.Dr. Bodoky Richárd (1908-1996) élete és munkássága, Protestáns Szemle LXVI (XIII. új) évfolyam 2. szám, 2004/2+ floppy, /Csanady/saját/papa 040911/
- Fenti rövidítve: Csanády Andrásné Bodoky Ágnes, D.Dr. Bodoky Richárd (1908-1996) élete és munkássága in Reformátusok Budapesten 1. Szerk: Kósa László, 637-649, Argumentum Kiadó, Budapest, 2006.

## Elismerése
- Díszdoktorrá avatás a Magyarországi Református Egyház Budapesti Teológiai Akadémiáján 1992. június 24-én (Oklevél a BFL XIII. 42. BBGY-ben)
- 2013. augusztus 4-én Embermentő Kitüntetés (Helytállásért oklevél) a Holokauszt Emlékközpontban (Oklevél a BFL XIII. 42. BBGY-ben)